# Stenandrium barbatum
Stenandrium barbatum är en akantusväxtart som beskrevs av John Torrey och Gray. Stenandrium barbatum ingår i släktet Stenandrium och familjen akantusväxter. Inga underarter finns listade i Catalogue of Life.